# Список земноводних Польщі
Цей список є списком видів земноводних, спостережених на території Польщі. У фауні Польщі спостерігається 18 видів земноводних: 13 видів жаб та 5 видів саламандр.

## Позначки
Теги, що використовуються для виділення охоронного статусу кожного виду за оцінками МСОП:
| EX | Extinct               | Зниклий                          |
| CR | Critically Endangered | Перебуває під критичною загрозою |
| EN | Endangered            | Перебуває під загрозою           |
| VU | Vulnerable            | Уразливий                        |
| NT | Near Threatened       | Близький до загрозливого стану   |
| LC | Least Concern         | У найменшій загрозі              |
| DD | Data Deficient        | Відомості недостатні             |
| NE | Not Evaluated         | Види з недослідженим статусом    |

## Ряд Хвостаті (Caudata)
Представники ряду Хвостаті відрізняються від інших сучасних земноводних видовженим тілом та наявністю у дорослих тварин хвоста. До нього відносяться саламандри та тритони. Налічує понад 580 видів, з них у Польщі трапляється 5 видів.

### Родина Саламандрові (Salamandridae)
| Українська назва                     | Польська назва        | Латинська назва        | Автор таксона   | Статус МСОП | Поширення у Польщі                                 | Зображення |
| Ряд: Хвостаті (Caudata)              |                       |                        |                 |             |                                                    |            |
| Родина: Саламандрові (Salamandridae) |                       |                        |                 |             |                                                    |            |
| Тритон карпатський                   | Traszka karpacka      | Lissotriton montandoni | Boulenger, 1880 | LC          | Підкарпатське, Сілезьке та Малопольське воєводства |            |
| Тритон звичайний                     | Traszka zwyczajna     | Lissotriton vulgaris   | Linnaeus, 1758  | LC          | По всій країні                                     |            |
| Тритон гірський                      | Traszka górska        | Mesotriton alpestris   | Laurenti, 1768  | LC          | У горах на півдні країни                           |            |
| Саламандра вогняна                   | Salamandra plamista   | Salamandra salamandra  | Shaw, 1802      | LC          | У горах на півдні країни                           |            |
| Тритон гребінчастий                  | Traszka grzebieniasta | Triturus cristatus     | Laurenti, 1768  | LC          | По всій країні крім високогір'я Татр і Судет.      |            |

## Ряд Безхвості (Anura)
До ряду відносяться жаби та ропухи. Ряд налічує понад 6000 видів, з яких у Польщі трапляється 13 видів.

### Родина Кумкові (Bombinatoridae)
| Українська назва                 | Польська назва | Латинська назва   | Автор таксона  | Статус МСОП | Поширення у Польщі       | Зображення |
| Ряд: Безхвості (Anura)           |                |                   |                |             |                          |            |
| Родина: Кумкові (Bombinatoridae) |                |                   |                |             |                          |            |
| Кумка червоночерева              | Kumak nizinny  | Bombina bombina   | Linnaeus, 1761 | LC          | Локально по всій країні  |            |
| Кумка жовточерева                | Kumak górski   | Bombina variegata | Linnaeus, 1758 | LC          | У горах на півдні країни |            |

### Родина Ропухові (Bufonidae)
| Українська назва             | Польська назва   | Латинська назва | Автор таксона    | Статус МСОП | Поширення у Польщі          | Зображення |
| Ряд: Безхвості (Anura)       |                  |                 |                  |             |                             |            |
| Родина: Ропухові (Bufonidae) |                  |                 |                  |             |                             |            |
| Ропуха звичайна              | Ropucha szara    | Bufo bufo       | Linnaeus, 1758   | LC          | По всій країні              |            |
| Ропуха зелена                | Ropucha zielona  | Bufo viridis    | (Laurenti, 1768) | LC          | По всій країні, крім гір    |            |
| Ропуха очеретяна             | Ropucha paskówka | Bufo calamita   | (Laurenti, 1768) | LC          | По всій країні, крім Карпат |            |

### Родина Райкові (Hylidae)
| Українська назва          | Польська назва   | Латинська назва | Автор таксона  | Статус МСОП | Поширення у Польщі | Зображення |
| Ряд: Безхвості (Anura)    |                  |                 |                |             |                    |            |
| Родина: Райкові (Hylidae) |                  |                 |                |             |                    |            |
| Райка деревна             | Rzekotka drzewna | Hyla arborea    | Linnaeus, 1758 | LC          | Повсюдно           |            |

### Родина Часничницеві (Pelobatidae)
| Українська назва                   | Польська назва     | Латинська назва  | Автор таксона    | Статус МСОП | Поширення у Польщі                  | Зображення |
| Ряд: Безхвості (Anura)             |                    |                  |                  |             |                                     |            |
| Родина: Часничницеві (Pelobatidae) |                    |                  |                  |             |                                     |            |
| Часничниця звичайна                | Grzebiuszka ziemna | Pelobates fuscus | (Laurenti, 1768) | LC          | Спорадично по всій країні, крім гір |            |

### Родина Жаб'ячі (Ranidae)
| Українська назва          | Польська назва   | Латинська назва       | Автор таксона   | Статус МСОП | Поширення у Польщі                                       | Зображення |
| Ряд: Безхвості (Anura)    |                  |                       |                 |             |                                                          |            |
| Родина: Жаб'ячі (Ranidae) |                  |                       |                 |             |                                                          |            |
| Жаба їстівна              | Żaba wodna       | Pelophylax esculentus | Linnaeus, 1758  | LC          | Повсюдно, крім гір                                       |            |
| Жаба ставкова             | Żaba jeziorkowa  | Pelophylax lessonae   | Camerano, 1882  | LC          | Повсюдно, крім гір                                       |            |
| Жаба гостроморда          | Żaba moczarowa   | Rana arvalis          | Nilsson, 1842   | LC          | Поширена по всій країні до висоти 800 м над рівнем моря. |            |
| Жаба озерна               | Żaba śmieszka    | Pelophylax ridibundus | Pallas, 1771    | LC          | По всій країні, крім високогір'я Карпат                  |            |
| Жаба прудка               | Żaba dalmatyńska | Rana dalmatina        | Bonaparte, 1840 | LC          | На південному сході країни                               |            |
| Жаба трав'яна             | Żaba trawna      | Rana temporaria       | Linnaeus, 1758  | LC          | Повсюдно                                                 |            |